# Гімн Миколаєва
Гімн Миколаєва — один з головних символів міста Миколаєва. Створений авторським колективом під керівництвом Сироти А. А.

## Склад авторського колективу
- Сирота А. А. — директор Миколаївського державного вищого музичного училища, заслужений діяч мистецтв України.
- Сидоренко-Малюкова Т. С. — композитор.
- Лачинов Ю. Б.
- Николайчук М. І. — викладач Миколаївського державного вищого музичного училища, заслужений працівник культури України.
- Кремінь Д. Д. — поет, перекладач, лауреат Шевченківської премії.
- Пучков В. Ю. — поет, головний редактор міської газети «Вечерний Николаев», заслужений журналіст України.
- Болдусєв О. В.

## Затвердження
11 вересня 2004 року Миколаївська міська рада своїм рішенням № 23/4 затвердила текст, партитуру і положення про порядок використання Гімну міста Миколаєва.

## Гімн міста Миколаєва
Там, де Буг з Інгулом здавня поріднились,

Де лиману хвилі, степу вільний край.

Місто Миколаїв народилось

Кораблем пливе у синю даль.
Добра слава корабельної столиці

Землю облітає з краю в край.

Дай нам крила, наче білій птиці,

Покровитель, Святий Миколай!
Хай пишається тобою Україна!

Слався, велич духу, праці і краси!

Слався, Миколаїв місто рідне!

Крізь століття славу пронеси!

Крізь століття славу пронеси!